# Marinus van Reymerswale

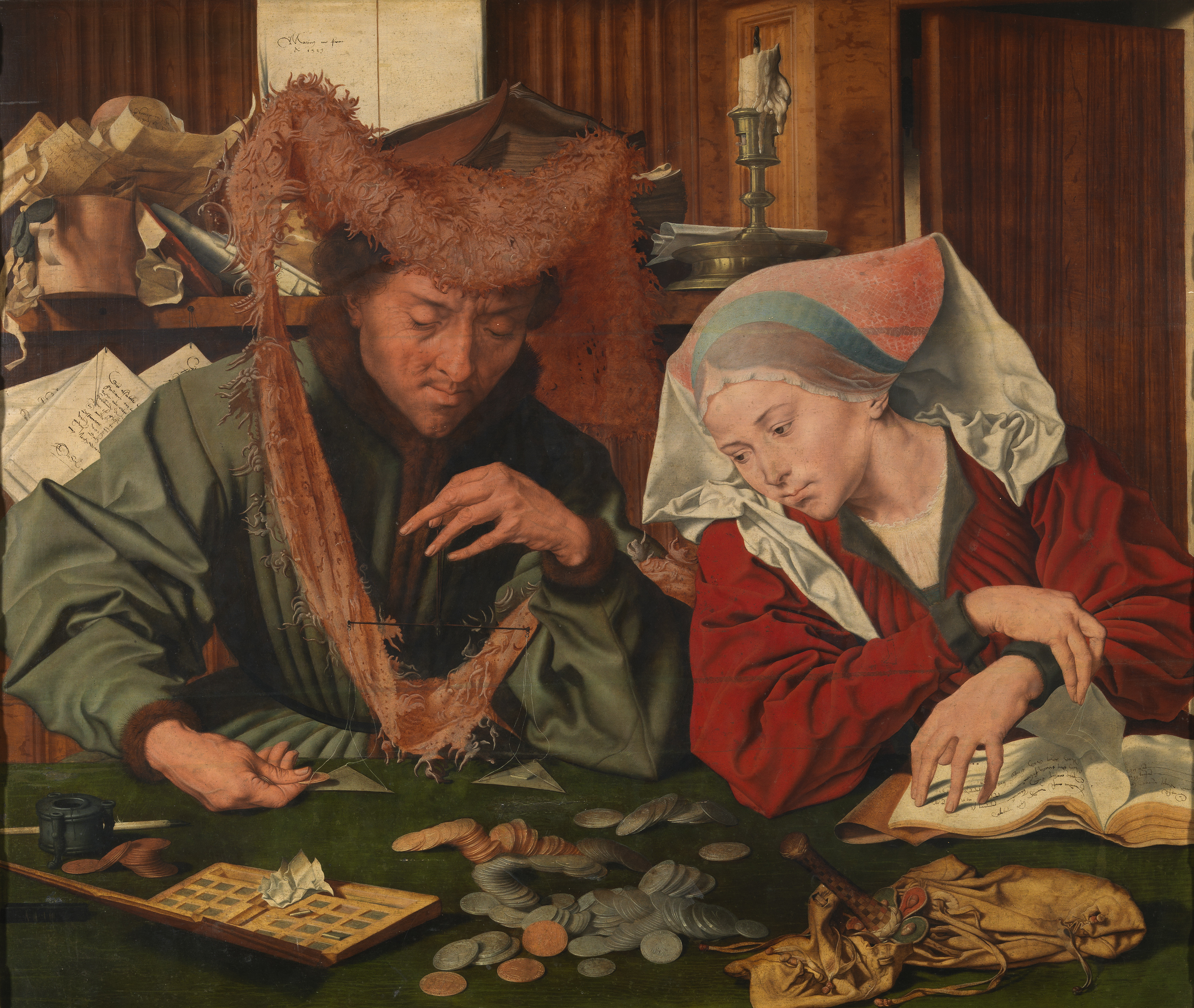
El cambista y su mujer, 1539, óleo sobre tabla, Madrid, Museo del Prado

Marinus Claeszoon van Reymerswaele (Reimerswaal, hacia 1489-fallecido probablemente en Goes, hacia 1546/1556) fue un pintor flamenco.

## Biografía

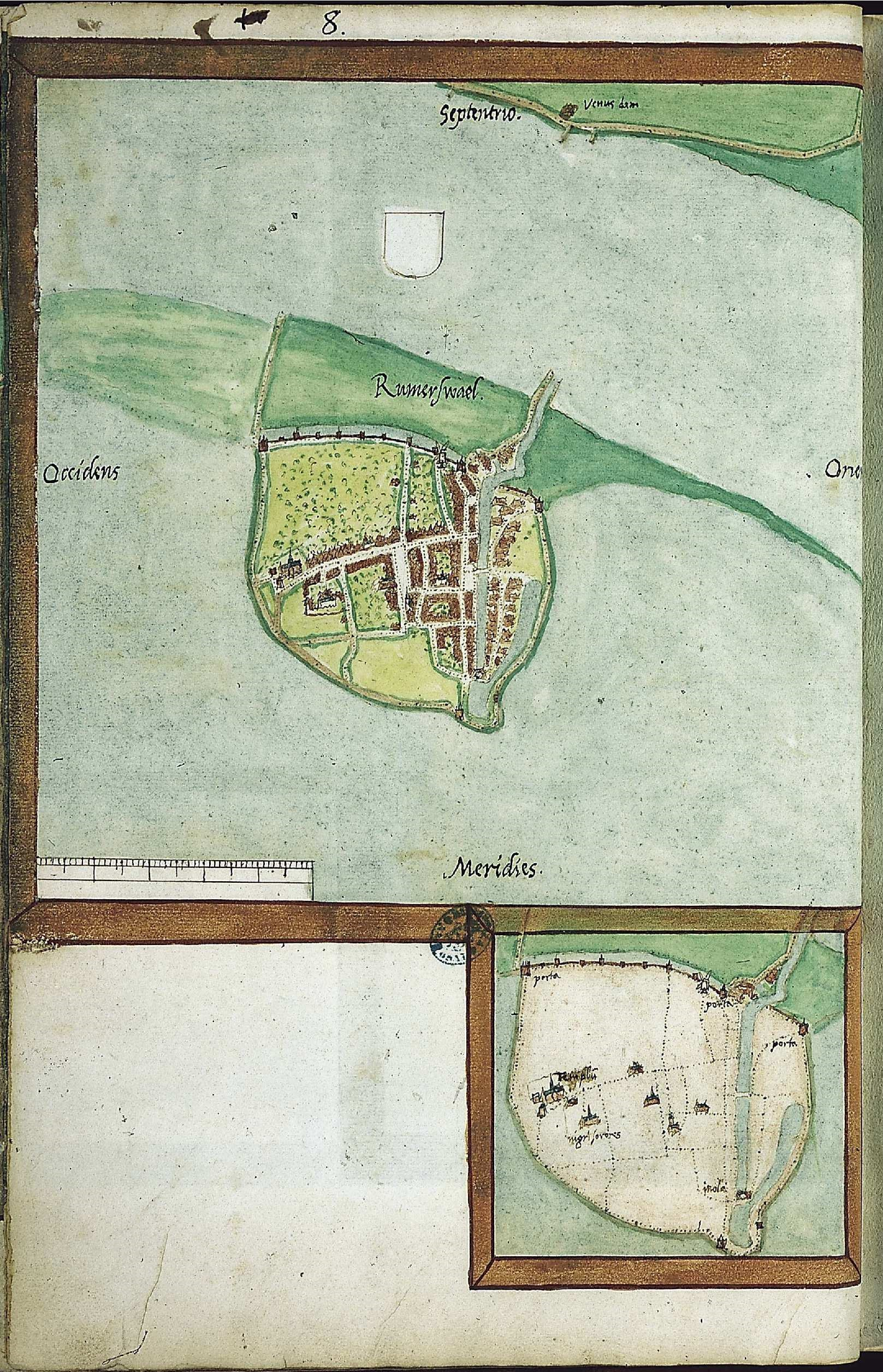
Jacob van Deventer, plano de Reymerswale hacia 1545 en Planos de ciudades de los Países Bajos. Parte III, p 8 v. Manuscrito. Madrid, Biblioteca Nacional de España.

La documentación a él referida es muy escasa y es mucho lo que se desconoce de su biografía. El apellido por el que actualmente se le conoce es en realidad el topónimo de la que sería su ciudad natal en el condado de Zelanda, en los actuales Países Bajos, un topónimo que dejó de emplear en la firma de sus cuadros a partir de 1540. Se ha supuesto que pudo ser hijo de Nicolaes van Zierikzee, topónimo de la que por entonces era segunda ciudad de Zelanda, a quien se documenta como pintor en 1475, inscrito como maestro libre en el gremio de San Lucas de Amberes. En tal caso su nombre completo sería Marinus Claes'son o Nicolaes'son, pero en sus firmas nunca empleó el patronímico y en 1531, al serle encargado un mapa de Zuid-Beveland por el tesorero municipal —único registro en vida del pintor relativo a los encargos que pudieran haberle sido confiados— se le llama Marinus Jansz., es decir, hijo de Jan, precisándose en el documento su condición de pintor con residencia en Remmerswale. Karel van Mander, por su parte, se refirió a él en sus biografías de pintores de 1604 como «Marinus de Zeeuw», esto es, de Zelanda.
En 1504 Marinus nicolai de romerswalis, de la diócesis de Utrecht, se matriculó como estudiante pobre (pauperes , ex Castro) en la Universidad de Lovaina, siendo admitido en la Pedagogía del Castillo, una de sus tres facultades. No hay más rastro de su paso por la universidad, pero las múltiples inscripciones tanto en latín como en neerlandés medio que se encuentran en sus cuadros, copiadas con buena caligrafía de documentos auténticos, revelan una sólida formación, con conocimientos también de los procedimientos administrativos. Aunque los protagonistas de algunos de sus más célebres cuadros son, según la interpretación tradicional, cambistas, ninguno de esos documentos recoge operaciones de cambio de moneda. Se trata, por el contrario, de actuaciones propias de funcionarios edilicios, como el cobro de impuestos, pagos de anualidades y otras cuestiones administrativas. Escritas con pincel y al óleo con el cuadro terminado y una vez que las capas de pintura estaban ya totalmente secas, la estrecha semejanza de su meticulosa caligrafía hace creíble que en las obras autógrafas todas esas inscripciones fuesen escritas por la misma persona.
Fuera de las cuestiones administrativas, no se encuentran en esas múltiples inscripciones elementos relevantes de carácter biográfico a excepción de lo que parece ser una amistosa dedicatoria a Quentin Massys en Los recaudadores de impuestos del Ermitage, lo que, unido a la manifiesta influencia del maestro de Amberes sobre Marinus y la coincidencia en algunos de sus temas favoritos, hace pensar que tras dejar la universidad lovaniense pasase algún tiempo en Amberes, en estrecho contacto con Massys y quizá trabajando en su taller.
Pero de esa posible estancia en Amberes no hay más testimonio que el registro en el gremio de San Lucas de Amberes, en 1509, y como aprendiz del pintor de vidrio Symon van Dale, de un Moryn (variante de Marinus) Claessone de Seeu (Zelanda). No se conocen documentos que en vida del pintor mencionen cualquiera de sus obras y su nombre no aparece en ninguno de los inventarios de los príncipes y grandes coleccionistas publicados hasta ahora, de donde se puede deducir, en opinión de Christine Seidel, que fuese cual fuese el tiempo pasado en Amberes, toda su obra conservada, con fechas comprendidas entre 1533 y 1543, la realizó en su natal Zelanda, «en la periferia de los grandes centros de creación artística de la época».
El 5 de noviembre de 1530 los diques se rompieron y la parte oriental de la isla de Zuid-Beveland se inundó. Reymerswale, aunque sufrió la inundación y destrucciones, se libró de una mayor catástrofe gracias a sus murallas, pero con la subida de las mareas quedaba aislada y los daños en los diques no pudieron impedir nuevas inundaciones. La ciudad sufrió un fuerte declive económico y muchos de sus habitantes salieron de ella, trasladándose a localidades vecinas, como Zierikzee o Goes, que se convertiría en la nueva capital de Zuid-Beveland, hasta el definitivo abandono de Reymerswale, ya en la década de 1630. Tales dificultades pueden explicar el traslado de Marinus a Goes, donde se le encuentra documentado entre 1540 y 1546. Se trata de litigios por cuestiones menores, en los que se dirimen pequeñas deudas, figurando siempre en los documentos simplemente como Marinus «el pintor». La información sobre la naturaleza de su trabajo proporcionada por esos documentos lo presenta atendiendo a trabajos de un carácter muy secundario. La última vez que aparece registrado su nombre, en 1546, es en un documento de cobro de 15 groses pagados por el gremio de comerciantes por la pintura de su escudo en unos baldes de cuero para incendios. No está registrada en los archivos su muerte, que podría haber ocurrido ese mismo año 1546 y, en todo caso, antes del 22 de abril de 1556, cuando en documentos de venta de la que había sido su casa aparece como residente en ella Lisbeth, identificada como la viuda del pintor Marinus.

## Obra

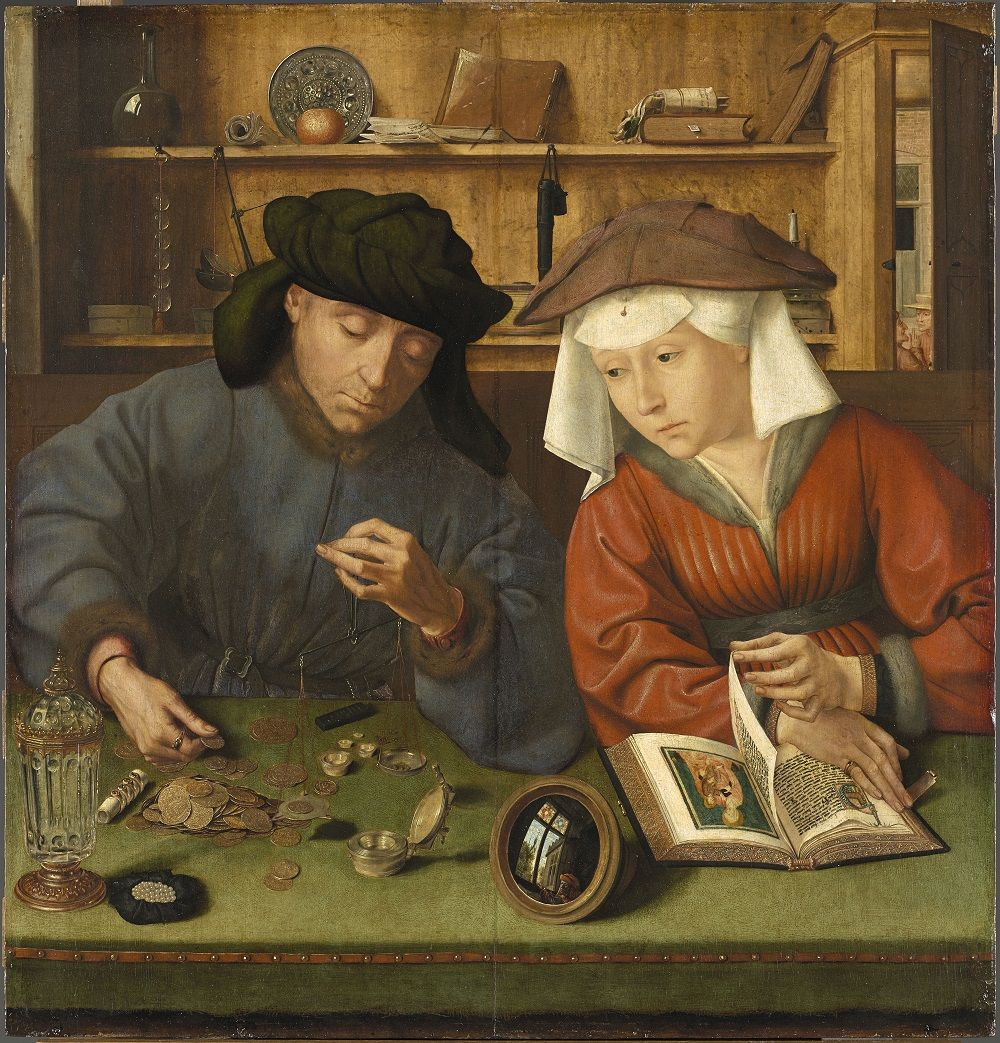
Quentin Massys, El prestamista y su mujer, 1514. Óleo sobre tabla, 70,5 x 67 cm. París, Musée du Louvre

Lo que se conoce de la obra de Marinus se centra en un reducido número de temas: los llamados cambistas y recaudadores de impuestos ocupados en actividades financieras, el bufete de abogados y unos pocos temas del Nuevo Testamento —La vocación de Mateo (Mt 9, 9-13; Mc 2, 13-14; Lc 5, 27-32) y la Parábola del administrador infiel (Lc 16, 1-13)—  cuyos sujetos, relacionados también con la recaudación de impuestos y la administración desleal, podrían proporcionar claves para la interpretación de aquellos, además de las distintas versiones de san Jerónimo en su estudio y una Virgen con el Niño. De varias de esas composiciones —algunas, a su vez, derivadas de composiciones de Quentin Massys— se conocen además réplicas y variaciones autógrafas o producidas en el taller y numerosas copias de sus seguidores e imitadores, dificultando las atribuciones. Solo de los recaudadores de impuestos (Louvre y Ermitage) se han catalogado hasta sesenta ejemplares, entre originales y copias, algunos relacionados con Massys.
La interpretación de sus temas ha girado en torno a cuestiones morales aunque tampoco han faltado intentos de explicar sus asuntos como auténticos retratos. La condena de la usura por la Iglesia medieval y la consiguiente descalificación de las actividades económicas basadas en el manejo del dinero por despertar la codicia en mercaderes y prestamistas, señalados en la abundante literatura moral de la época por su avaricia, ha hecho que sus asuntos se interpreten del mismo modo como alegatos contra las actividades dinerarias,  incluso en la forma de referirse a sus protagonistas, que en algunos inventarios reciben el título de Los avaros. Así, una de las muchas copias de los recaudadores de impuestos, que debió de ser pintada por un hábil imitador de Marinus para el mercado francés, pues es el idioma de sus inscripciones, adquirida probablemente por Ana de Dinamarca en 1619 y conservada actualmente en el Royal Collection Trust (RCIN 405707), en la Venta de la Commonwealth fue vendida por 5 libras como copia de Quentin Massys con el título de 2 usureros, y, recuperada tras la Restauración, fue inventariada en 1666 en el Palacio de Whitehall como Dos judíos escribiendo en un libro con dinero y una joya.
Las muecas caricaturescas de alguno de los recaudadores y los extravagantes tocados, especialmente en las figuras masculinas, perseguirían el mismo fin de satirizar la actividad económica, pero es posible que al adoptar esa extraña indumentaria, adaptación original y nunca usada de los capirotes o capirones con flecos empleados en el siglo anterior, el pintor buscase simplemente distanciarse del momento de la acción, situándola en un pasado intemporal a fin de universalizar su mensaje. Cabe mencionar en este sentido el cuadro de Quentin Massys, El prestamista y su mujer (Louvre), en el que la mujer pasa las hojas de un libro de horas iluminado con una imagen de la Virgen con el Niño, o la primitiva inscripción tomada del Levítico, 19, 36, en el marco de una obra de estas características de Massys: «Tened balanzas exactas, pesas exactas». Aunque en su composición Marinus partió de la obra de Massys, sustituyó el libro de oraciones por un libro de cuentas en manos de la mujer. Sin embargo, la vela apagada en el anaquel podría todavía entenderse como una admonición y un aviso, con el recuerdo de la muerte, para enderezar la vida hacia la virtud y obrar con justicia en los tratos.

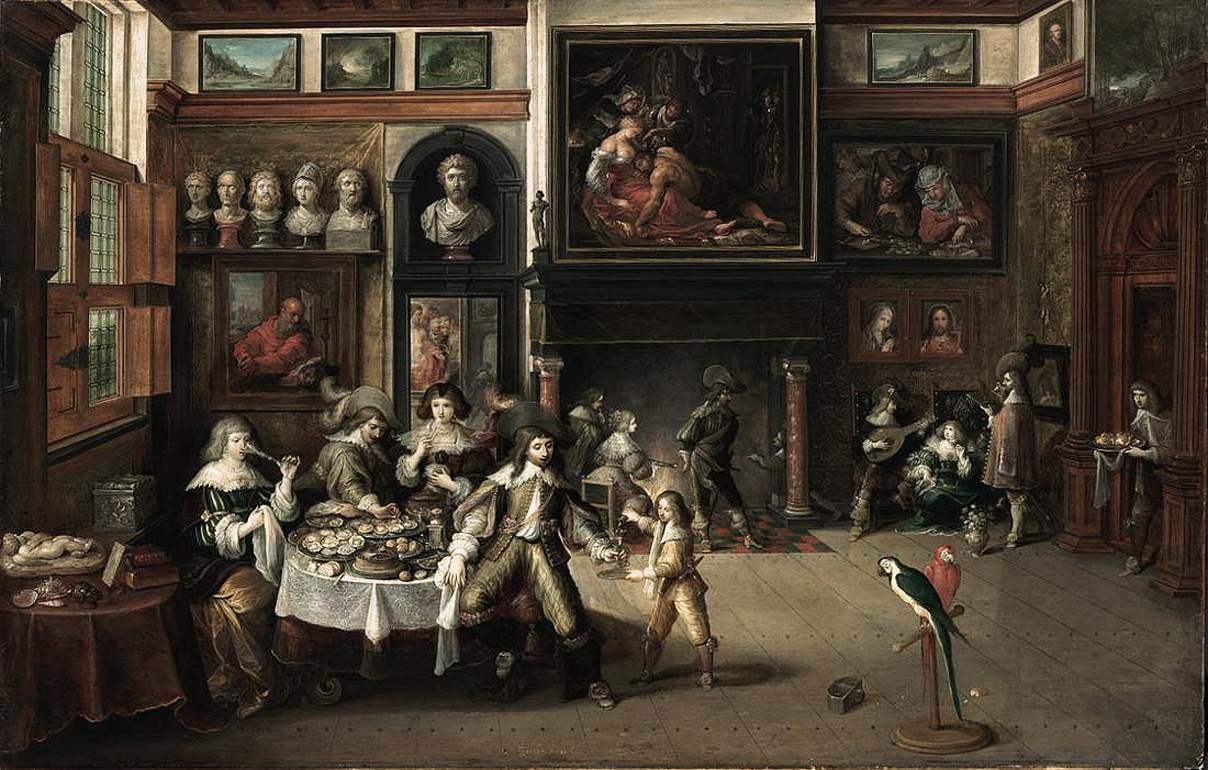
Frans Francken el Joven, Banquete en la casa del burgomaestre Rockox, hacia 1630/35, Múnich, Alte Pinakothek. En la pared del fondo, a la derecha, cuelga una copia del Cambista y su mujer con un tocado, en el caso de la mujer, cercano al que se aprecia en el dibujo subyacente de la versión del museo del Prado, inv. P2102.

Marinus empleó en todos los cuadros analizados tablas de madera de roble de buena calidad procedente del Báltico y en su preparación se sirvió de un aparejo de blanco de creta. Tanto en la imprimación como en las capas pictóricas los pigmentos empleados son los habituales en los Países Bajos (albayalde, bermellón, laca roja, azurita, amarillo de plomo y estaño, negro carbón, esmalte y diversas tierras) aglutinados siempre con aceite de lino. Mayor variedad hay en el dibujo subyacente y las técnicas empleadas para encajar las escenas. En unos pocos casos (La vocación de san Mateo del Thyssen y los recaudadores de impuestos del Louvre) el dibujo subyacente está hecho a mano alzada, con trazos rápidos aplicados con gran soltura y espontaneidad y numerosas correcciones, tanto en el dibujo previo como al aplicar la capa de color.
Se trata, en estos casos, de primeras composiciones, empleadas en posteriores réplicas efectuadas en el mismo taller sirviéndose de dos procedimientos: el calco, a partir de la obra acabada, y la trasposición mediante cuadrícula de dibujos y bocetos previos. El primer procedimiento se empleó en la pintura de los recaudadores de impuestos de la National Gallery, donde se ha podido comprobar la utilización de un calco obtenido del original del Louvre, y en El cambista y su mujer del Prado, fechado en 1538, obtenido de un original perdido, con la particularidad en este caso de la introducción de variaciones inexistentes en el calco al aplicar el color, la más significativa de ellas en el tocado de la mujer, lo que convierte a este cuadro en cabeza de serie del resto de versiones del mismo asunto conservadas. El aspecto final de las pinturas de Marinus es de una gran precisión en el dibujo, particularmente minucioso en la descripción de manos y rostros, a base de finas pinceladas de sombreado y resaltes de luz, así como en algunos de los objetos representados, tales como libros y monedas, plenamente identificables.
El núcleo más numeroso de su escasa producción se conserva en Madrid: cinco pinturas propiedad  del Museo del Prado (una de ellas en el Monasterio de El Escorial como préstamo permanente) y otras dos repartidas entre el Museo Thyssen-Bornemisza y la Real Academia de San Fernando. En parte gracias a ello, el Prado ha inaugurado la primera exposición monográfica sobre Marinus en marzo de 2021. Los números de su catálogo son los utilizados en la siguiente tabla.

## Catálogo de obras autógrafas
| Cuadro | Título                                                         | Fecha           | Técnica                                                   | Localización                                                                  | Observaciones | Num.Catálogo Prado |
| ------ | -------------------------------------------------------------- | --------------- | --------------------------------------------------------- | ----------------------------------------------------------------------------- | --- | ------------------ |
|        | La vocación de san Mateo                                       | h. 1530         | Óleo sobre tabla, 70,6 x 88 cm                            | Madrid, Museo Nacional Thyssen-Bornemisza                                     | Inv. 332 (1930.36) Existe otra versión de esta composición, presumiblemente también autógrafa, adquirida ya en el siglo XVII por el príncipe de Liechtenstein como obra de Marinus (Liechtenstein Collections, Vaduz-Viena) y dos réplicas, obra del taller con algunas variantes, en el Kunsthalle de Hamburgo y los museos reales de bellas artes de Amberes. | 1                  |
|        | La Virgen de la leche                                          | h. 1530         | Óleo sobre tabla de roble, 61 x 46 cm                     | Madrid, Museo Nacional del Prado                                              | Inv. P2101. Firmado en el alféizar de la ventana con un falso monograma «AD» de Alberto Durero y la fecha 1511. | 2                  |
|        | San Jerónimo en su celda                                       | 1533            | Óleo sobre tabla de roble, 69 x 88 cm                     | Madrid, Real Academia de Bellas Artes de San Fernando                         | Inv. 611. Firmado y fechado abajo en el borde de la mesa «Opus Marini de Reymerswale • aº • 1533» | 3                  |
|        | Los recaudadores de impuestos (El tesorero municipal)          | h. 1530         | Óleo sobre lienzo transferido desde tabla, 84,3 x 59,6 cm | San Petersburgo, Museo del Ermitage                                           | En uno de los papeles que cuelgan del estante sujetos por una cuerda figura una inscripción en neerlandés que aparenta ser una dedicatoria a Quentin Massys, muerto en 1530, en la que, traducida, se lee: «Honorable, buen y querido amigo Quinten Massys, puede que todavía / te complazca que [...] / y también [...]». | 4                  |
|        | Los recaudadores de impuestos                                  | h. 1535         | Óleo sobre tabla de roble, 94 x 78 cm                     | París, Musée du Louvre                                                        | Inv. R.F. 1989-6. En una de las escrituras aparece el nombre de Cornelis Danielsz., que fue uno de los alcaldes de Reymerswale en 1529, fallecido en 1530, lo que ha hecho que se especule con la posibilidad de que se trate de un retrato. Por otra parte, la nuera de Cornelis, viuda de su hijo Joachim Cornelisz., concejal de Sint Maartensdijk, legó al alcalde de Reymerswale en su testamento, fechado en 1576, un cuadro de Marinus de un rentmeester —supervisor de los ingresos municipales— que se ha propuesto identificar con este cuadro del Louvre o con la Parábola del administrador infiel de Viena.                       | 5                  |
|        | Dos recaudadores de impuestos                                  | h. 1540         | Óleo sobre tabla, 92 x 74,6 cm                            | Londres, National Gallery                                                     | Obra autógrafa según el RKD. En el museo, inventario NG944, considerada obra del taller. El examen técnico realizado en 2003 demostró que la tabla fue pintada a partir de un calco tomado del original del Louvre, analizado el mismo año, que se demuestra así como la versión primera, aunque la copia londinense podría haber sido hecha bajo la supervisión del propio Marinus. |                    |
|        | Los recaudadores de impuestos (El receptor municipal)          | h. 1530/1535    | Óleo sobre tabla, 65 x 52 cm                              | Amberes, Koninklijk Museum voor Schone Kunsten                                | En el museo, con el número 244, inventariado como atribuido a Quinten Massys o a Marinus. Actualmente atribuido a Marinus según el RKD. |                    |
|        | Dos recaudadores de impuestos                                  |                 | Óleo sobre tabla, 82 x 56 cm                              | Varsovia, Muzeum Narodowe w Warszawie                                         | | RKD                |
|        | El cambista y su mujer (El tesorero municipal y su mujer)      | 1538            | Óleo sobre tabla de roble, 79 x 107 cm                    | Madrid, Museo Nacional del Prado, en depósito en el Monasterio de El Escorial | Inventario P2102. Firmado y fechado arriba «Reymerswale / Marinus me fecit / aº 1538». El estudio técnico revela que se utilizó un calco para transferir la composición a la tabla y un cambio importante en el tocado de la mujer, que en la primera versión, la que muestra el dibujo subyacente, era más parecido al que se encuentra en uno de los cuadros reproducidos por Frans Francken el Joven en el Banquete en la casa de Nicolas Rockox, alcalde de Amberes, en el que posiblemente estaría reflejada la primera versión, perdida, de esta composición, de la que esta versión del Prado sería la más temprana de las conservadas. | 6                  |
|        | El cambista y su mujer (El tesorero municipal y su mujer)      | 1538            | Óleo sobre lienzo, 79 x 112,5 cm                          | Nantes, Musée des Beaux-Arts                                                  | Obra del taller según la base Joconde, Ministère de la Culture. Firmado y fechado en 1538 arriba y a la izquierda según el RKD. |                    |
|        | El cambista y su mujer                                         | 1538            | Óleo sobre tabla de roble, 67 x 103 cm                    | Múnich, Alte Pinakothek                                                       | Inventario 7. Firmado y fechado (catálogo de 1983) «Reymerswale Marinus me / fecit a° 38». |                    |
|        | El cambista y su mujer (El recaudador de impuestos y su mujer) | 1539            | Óleo sobre tabla de roble, 83 x 97 cm                     | Madrid, Museo Nacional del Prado                                              | Inventario P2567. Firmado y fechado arriba «Marinus me fecit / aº 1539» | 7                  |
|        | El cambista y su mujer                                         | 1540            | Óleo sobre tabla, 84 x 114 cm                             | Florencia, Museo Nazionale del Bargello                                       | | RKD                |
|        | El cambista y su mujer                                         | 1540            | Óleo sobre tabla, 86 x 115,5 cm                           | Copenhague, Statens Museum for Kunst                                          | Firmado y fechado «Reymerswale / Marinus me fecit anno 1540». Inventario: KMSsp334 | RKD                |
|        | El cambista y su mujer                                         | 1541            | Óleo sobre tabla de roble, 93 x 111 cm                    | Dresde, Gemäldegalerie Alte Meister                                           | Inventario n.º 812 | RKD                |
|        | La vocación de san Mateo                                       | Después de 1536 | Óleo sobre tabla de roble, 117,2 × 135,2 cm               | Gante, Museum voor Schone Kunsten                                             | Inv. S-86. En una escritura colgada a la espalda de san Mateo figura la fecha 4 de mayo de 1536. | 8                  |
|        | Parábola del administrador infiel                              | h. 1540         | Óleo sobre tabla de roble, 77 x 96,5 cm                   | Viena, Kunsthistorisches Museum                                               | Inv. Gemäldegalerie, 962, catalogado como atribuido. | RKD                |
|        | San Jerónimo en su estudio                                     |                 | ?, ?                                                      | Colección privada                                                             | La última noticia que se tiene de su paradero es de 1943, cuando se encontraba en una colección privada de Suiza. Previamente el cuadro fue visto por Max Friedländer en 1918 en la colección privada de Hugo Hoffmann en Karlsruhe, presentándolo como el probable prototipo original y único autógrafo de una larga serie de copias libres. |                    |
|        | San Jerónimo en su estudio                                     | h. 1541         | Óleo sobre tabla de roble, 81 x 190 cm                    | Madrid, Museo Nacional del Prado                                              | Inventario P2100. Inscripción en el atril: «Marinus me fecit • a.º • 1521». El año que figura en la inscripción es incompatible con los resultados del análisis dendrocronológico, dado que el anillo más reciente de sus tablas es de 1527 y la fecha más probable de utilización se sitúa en torno a 1544, en los últimos años de actividad de Marinus. | 9                  |
|        | San Jerónimo en su estudio                                     | 1541            | Óleo sobre tabla de roble, 80 x 108 cm                    | Madrid, Museo Nacional del Prado                                              | Inventario P2653. Inscripción en el atril: «Marinus • me • fecit • a.º • 1541» | 10                 |
|        | San Jerónimo meditando                                         | h. 1540         | Óleo sobre tabla, 75 x 107 cm                             | Douai, Musée de la Chartreuse de Douai                                        | Inv. 234 ; 857.1.151. Anteriormente atribuido a Quentin Massys. | RKD                |
|        | San Jerónimo en su estudio                                     | h. 1540         | Óleo sobre tabla de roble, 80 x 108 cm                    | Viena, Kunsthistorisches Museum                                               | Inv. Gemäldegalerie, 2645 |                    |
|        | San Jerónimo de Belén                                          | 1541            | Óleo sobre tabla, 78 x 107 cm                             | Amberes, Koninklijk Museum voor Schone Kunsten                                | Fechado. Inventariado en el museo con el número 990 como copia con algunas variantes del original del Prado. Autógrafo según el RKD. |                    |
|        | San Jerónimo en su celda                                       | h. 1545         | Óleo sobre tabla de roble, 94 x 91 cm                     | Berlín, Gemäldegalerie der Staatliche Museen zu Berlin                        | Inventario: Nr. 574B | RKD                |
|        | Bufete de abogados (El gabinete del abogado)                   | 1542            | Óleo sobre tabla 104 x 120 cm                             | Múnich, Alte Pinakothek                                                       | Inv./cat.nr 718. Firmado y fechado «Marinus me fecit a° 1542». |                    |
|        | Bufete de abogados (El gabinete del abogado)                   | 1543/1545       | Óleo sobre tabla 102,5 x 123,5 cm                         | Nueva Orleans, New Orleans Museum of Art                                      | Firmado y fechado «Marinus me fecit ..45», si bien el último dígito es de difícil lectura. Por reflectografía infrarroja se ha podido leer la fecha 1543, límite cronológico de las obras fechadas por el artista. |                    |